# Romain Sato
Romain Sato (Bimbo, 2. ožujka 1981.) je srednjoafrički profesionalni košarkaš. Igra na poziciji niskog krila, a trenutačno je član talijanskog euroligaša Montepaschia iz Siene. 

## Karijera
Iako je iz Srednjoafričke Republike, Sato je srednju školu i sveučilište pohađao u Americi. Košarkašku karijeru započeo je na sveučilištu Xavier, Cincinnati. Nakon sveučilišta, Sato se je 2004. prijavio NBA draft, gdje je izabran u 2. krugu (53. ukupno) od strane San Antonio Spursa. Međutim, nikada nije zaigrao za Spurse i 24. veljače 2005. otpušten je iz kluba. 
Tada odlazi u Europu i potpisuje za talijanskog drugoligaša Sicc Cucine Jesi. Sezonu je završio kao drugi strijelac lige, prosječno postizajući 25.5 poena i 7.5 skokova po susretu. 2006. odlazi iz Jesia i potpisuje ugovor do kraja sezone sa španjolskom Barcelonom, gdje je igrao u doigravanju.  
U sezoni 2006./07. Sato se je natrag vratio u Italiju, gdje je potpisao za Montepaschi Sienu. U svojoj prvoj sezoni u Sieni pomogao je klubu osvojiti naslov talijanske lige. Do sada je s Montepaschiem osvoji dva naslova talijanskog prvaka i sudjelovao u Final Fouru Eurolige. 

## Vanjske poveznice
- Profil  Arhivirana inačica izvorne stranice od 5. prosinca 2007. (Wayback Machine) na Mens Sana Basket (engl.)
- Profil na Euroleague.net